# فايت ماتريكس
فايت ماتريكس (بالإنجليزية: Fight Matrix)‏ هي بوابة نظام تصنيف مقاتلة مستقلة وشاملة فنون القتال المختلطة (MMA). إنه أحد مواقع التصنيف الأكثر شهرة في الرياضة.
وفقًا لفايت ماتريكس: «التصنيفات الموجودة على هذا الموقع عبارة عن برامج تم إنشاؤها بواسطة محرك خاص (تقييم القتال الذكي ونظام الترتيب) وتستند فقط إلى النتائج الرسمية. لا يوجد تدخل بشري متضمن، مما يعني أن جميع المباريات يتم النظر فيها بترتيب زمني لتحديد التصنيفات الحالية. والفكرة هي تقديم قائمة يمكن مقارنتها بالفكر الشائع بدون تحيز. ومع ذلك، هناك بعض العناصر القائمة على التنبؤ. لذا باختصار، يمكنك القول أن النظام مزيج من الفكر الشعبي وتحليل التنبؤات».
يصنف الموقع كلاً من مقاتلي الفنون القتالية المختلطة من الذكور والإناث من جميع أنحاء العالم، مع ما يصل إلى 500 مقاتل مدرجين لكل فئة وزنية. يتضمن البيانات الحالية والتاريخية وتصنيفات فنون القتال المختلطة على الإطلاق. كما يوفر إحصائيات مفصلة بطولة القتال النهائي (UFC).
بناءً على تصنيفا.تها، تقوم سنويًا بتسمية جوائز المقاتلين في فئات مختلفة مثل: مقاتل العام، مقاتل العودة للعام، مبتدئ السنة، إلخ.
منشورات ومنظمات فنون القتال المختلطة الأمريكية والدولية مثل إس بي نايشن mmafighting.com، وbloodyelbow.com، وبليتشر ريبورت وcagepages.com، وبطولة القتال القصوى، وvisir.is، وsport.pl، وkumite.me، وpowerlifter.ru، وfightnight.fi، وmmanytt.se، استخدمت أو تستخدم بيانات تصنيف فايت ماتريكس.

## وصلات خارجية
- fightmatrix.com (بالإنجليزية)